# دونالد بیست
دونالد بیسِـت (انگلیسی: Donald Bisset؛ ‏ ۳۰ اوت ۱۹۱۰ – ۱۰ اوت ۱۹۹۵) بازیگر، نویسنده و تصویرگر اهل بریتانیا بود.
از فیلم‌ها یا برنامه‌های تلویزیونی که وی در آن نقش داشته‌است، می‌توان به پوآرو، دوریت کوچک، قتل در کلیسا، جنگ زن و مرد، قایم‌موشک، چشم شیطان، سی و نه پله و رگتایم اشاره کرد.